# Ludwig Suthaus
Heinrich Ludwig Suthaus (ur. 12 grudnia 1906 w Kolonii, zm. 7 września 1971 w Berlinie) – niemiecki śpiewak operowy, tenor.

## Życiorys
W latach 1922–1928 studiował w Kolonii, zadebiutował na scenie w 1928 roku w Akwizgranie rolą Walthera von Stolzinga w Śpiewakach norymberskich. Na początku występował w operach w Essen (1931–1933) i Stuttgarcie (1933–1938). W latach 1941–1948 był członkiem zespołu berlińskiej Staatsoper. W 1943 roku debiutował rolą Walthera von Stolzinga na festiwalu w Bayreuth, którą kreował także w 1944 roku, w latach 1956–1957 kreował tam natomiast role Logego i Zygmunda w Pierścieniu Nibelunga. W 1947 roku kreował tytułową rolę w trakcie niemieckiej premiery opery Nikołaja Rimskiego-Korsakowa Sadko w Berlinie. W 1949 roku wystąpił w roli Cesarza w Kobiecie bez cienia Richarda Straussa w Teatro Colón w Buenos Aires. W 1953 roku wystąpił w londyńskim Covent Garden Theatre jako Tristan w Tristanie i Izoldzie oraz Egistos w Elektrze w operze w San Francisco. W 1954 i 1958 roku śpiewał w mediolańskiej La Scali. W latach 1948–1961 był członkiem zespołu Städtische Oper w Berlinie. W 1955 roku wystąpił gościnnie w ZSRR.
Do jego popisowych należały partie wagnerowskie (m.in. tytułowa rola w Rienzim), a także Florestan w Fideliu Ludwiga van Beethovena, Herman w Damie pikowej Piotra Czajkowskiego, Otello w Otellu Giuseppe Verdiego, Števa Buryja w Jenůfie Leoša Janáčka. Był ulubionym śpiewakiem Wilhelma Furtwänglera, dokonał licznych nagrań fonograficznych pod jego batutą.